# マヌエル・ダ・コスタ
マヌエル・マルアン・ダ・コスタ・トリンダーデ・セヌーシ（Manuel Marouane da Costa Trindade Senoussi, 1986年5月6日 - ）は、フランス・ムルト＝エ＝モゼル県サン＝マクス出身の元モロッコ代表サッカー選手。現役時代のポジションはセンターバック。

## 経歴

### 初期の経歴

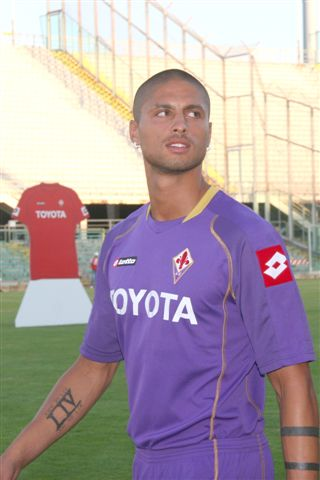
フィオレンティーナ時代

センターバック以外にもディフェンスならどのポジションでもこなすことが出来るユーティリティ性もある事から、2007年3月に怪我人が多発していたチェルシーFCから移籍話を持ち掛けられた。ポルトガルメディアのインタビューによれば、ダ・コスタはチェルシーとPSVアイントホーフェンとの接触も認め、同じくポルトガル人のジョゼ・モウリーニョ監督を褒め称えながらも「チェルシーのようなクラブでプレーしたいとは思うが、それは条件次第」と将来に関して冷静な考えを示した。

### フィオレンティーナ
2008年1月29日、イタリア・セリエAのACFフィオレンティーナへの移籍が発表された。移籍金は450万ユーロで契約期間は5年間であったが、ポジションを掴む事が出来ずに2009年1月30日、UCサンプドリアにレンタル移籍をした。サンプドリアでは2試合の出場に留まり、フィオレンティーナでは1試合の出場のみに終わった。

### ウェストハム
2009年8月31日、サヴィオ・ヌセレコとのトレードでプレミアリーグのウェストハム・ユナイテッドFCへ移籍した。初年度はあまり出場機会に恵まれなかったが、翌シーズンは出場する機会が増えた。2010年12月にはFCスパルタク・モスクワからオファーがあったが、ロシアリーグが魅力的でないとして断った。2010年10月30日、足首を負傷し翌年の2月まで戦線離脱を余儀なくされた。

### ロコモティフ・モスクワ
2011年6月21日、ロシア・プレミアリーグに所属をするFCロコモティフ・モスクワへ4年契約で移籍をした。スポルト・エクスプレス紙によると移籍金は150万ユーロである。ロコモティフ会長のオリガ・スモロードスカヤはリーグ・アンのリールへ移籍をしたマルコ・バシャの代わりとしてコスタを獲得した事を述べた。
2011年9月10日、第23節のFCゼニト・サンクトペテルブルクとの試合(4-2)では、75分にフリーキックからペナルティーエリアに入れられたボールに対してジャンプをし、ゼニトGKヴィアチェスラフ・マラフェエフとの空中戦を制してヘディングによる逆転ゴール(3-2)を挙げた。88分にはCKからのボールを75分同様ヘディングにより得点(4-2)を決めた。1試合で2得点を挙げたのはキャリア初であった。

### スィヴァススポル以降
2015年8月18日、スュペル・リグのスィヴァススポルからオリンピアコスFCに移籍。2017年7月20日、イスタンブール・バシャクシェヒルFKへ加入し再びトルコでプレーすることとなった。

### アル・イテハド
2019年1月5日、サウジアラビアのアル・イテハドに移籍した。

### 代表
ポルトガルU-21代表では22試合に出場している。2008年、EURO2008予選ではA代表に何度か招集されたが、出場機会はなかった。
その後母親の生まれ故郷であるモロッコ代表を選択し、2014年5月23日に行われたモザンビーク代表との親善試合で初出場を果たした。2018年3月27日のウズベキスタンとの親善試合で代表初得点を挙げた。

## 人物
フランス出身で、ポルトガル人の父とモロッコ人の母を持つ。ユース年代ではポルトガル代表として出場した。プロのキャリアをポルトガルで始めようとFCポルトのトライアルを受けたが不合格となった過去がある。それでもポルトの事は応援している。ただポルトガルに住んだことはなく、ポルトガル語も流暢に話すことはできない。しかし父のルーツであるポルトガル代表を一度選択した理由を「自分がフランスより、ポルトガル人として感じるから」と過去のインタビューで語っている。

## エピソード
- 以前にはスパルタク・モスクワからのオファーをリーグが魅力的でないとして断った経緯があるが、怪我やパフォーマンスの低下によりロコモティフ・モスクワ移籍を決めたと語っている[1]。
- ロコモティフについては、プロフェッショナルなクラブでありイングランドレベルであると答えている[1]。
- 2005年当時にはレアル・マドリードに移籍する可能性があったが物事はうまく運ばなかった[1]。
- 現在プレーをしたいクラブを尋ねられて、FCバルセロナでプレーするのが今の夢、と語っている[1]。

## 代表歴

### 出場大会
- モロッコ代表
  - 2018 FIFAワールドカップ

### 試合数
- 国際Aマッチ 39試合 1得点（2014年-2019年）[10]

| モロッコ代表 | 国際Aマッチ | 国際Aマッチ |
| 年           | 出場        | 得点        |
| ------------ | ----------- | ----------- |
| 2014         | 8           | 0           |
| 2015         | 1           | 0           |
| 2016         | 8           | 0           |
| 2017         | 6           | 0           |
| 2018         | 11          | 1           |
| 2019         | 5           | 0           |
| 通算         | 39          | 1           |

## タイトル
ナンシー
- クープ・ドゥ・ラ・リーグ : 2005-06

PSV
- エールディヴィジ : 2006-07, 2007-08

オリンピアコス
- ギリシャ・スーパーリーグ : 2015-16, 2016-17

トラブゾンスポル
- テュルキエ・クパス : 2019-20